# Sympycnus modestus
Sympycnus modestus är en tvåvingeart som beskrevs av Octave Parent 1933. Sympycnus modestus ingår i släktet Sympycnus och familjen styltflugor. Inga underarter finns listade i Catalogue of Life.